# 斎藤育夫
斎藤 育夫（さいとう いくお、1930年8月27日 - 2011年5月14日）は、日本の銀行家。

## 経歴
岩手県釜石市出身。1954年に東北大学法学部を卒業し、同年に岩手殖産銀行(のちの岩手銀行)に入行。人事部長を経て1979年4月1日に仙台支店長に就任。1981年4月1日に本店営業部長となり、同年6月26日には取締役に就任。1985年6月に常務、1991年6月に専務を経て、1996年6月には頭取に上り詰める。2001年には佐藤光の後任として、2月に盛岡商工会議所の会頭、6月には岩手銀行の会長に就いた。
2004年5月には、岩手の経済発展・産業振興に貢献したとして、岩手県より平成16年度県勢功労者に選ばれた。
2011年5月14日午前11時7分、心不全のため盛岡市内の病院で死去。80歳没。